# Mitești, Iași
Mitești este un sat în comuna Miroslovești din județul Iași, Moldova, România.